# بيلاطس البنطي (فلم 1962)
بيلاطس البنطي (بالإيطالية: Ponzio Pilato) فيلم دراما إيطالي، تم عرضه عام 1962 عن قصة الحاكم الروماني بيلاطس البنطي من بطولة باسل راثبون، جان ماريز، جون درو باريمور.

## روابط خارجية
- مقالات تستعمل روابط فنية بلا صلة مع ويكي بيانات